# Campamento Domo Siple

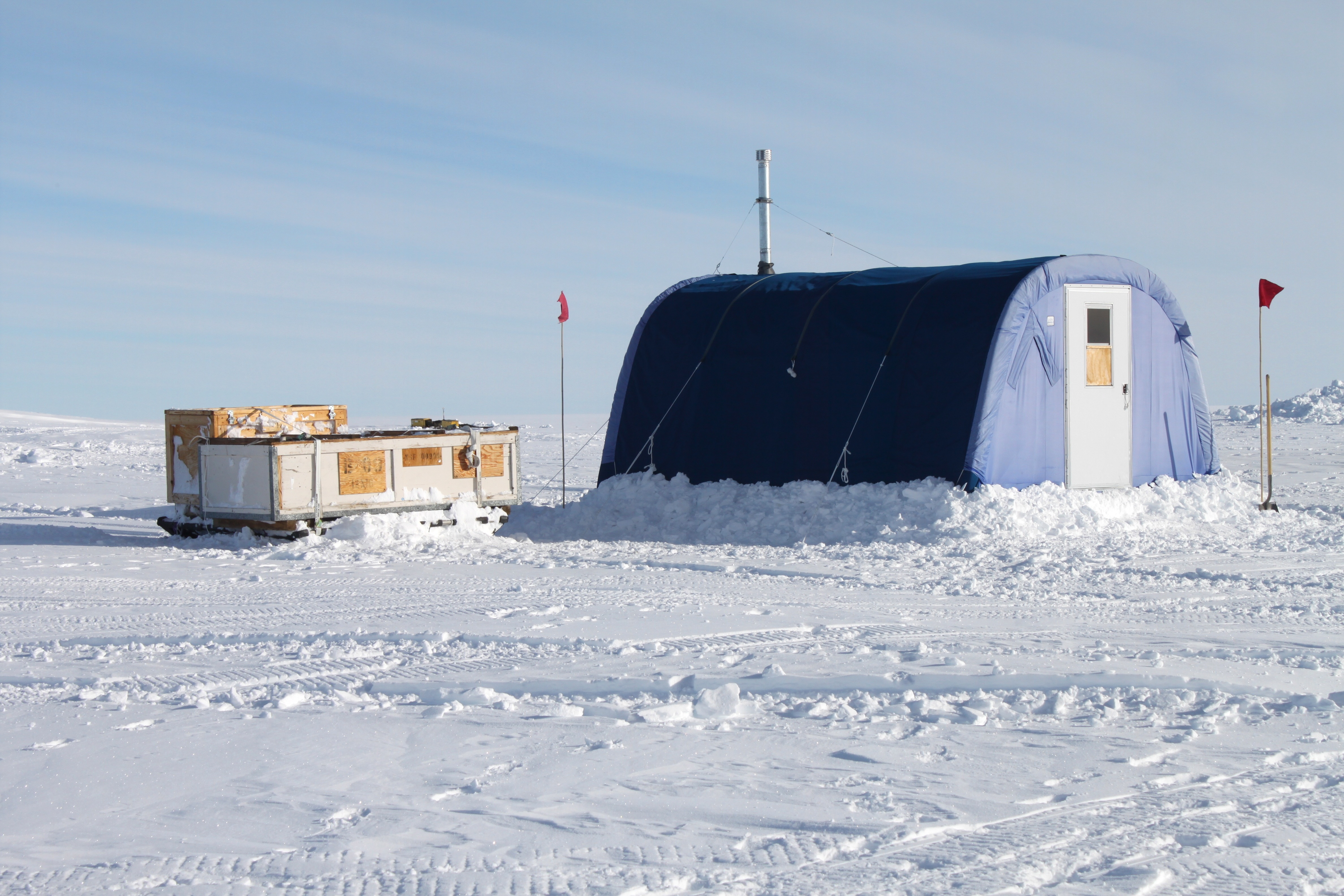
Campamento Domo Siple en 2012.

El Campamento Domo Siple (en inglés: Siple Dome Camp) es una estación de investigación de verano de Estados Unidos en la Tierra de Marie Byrd de la Antártida. El campamento está ubicado en el domo Siple a 666 m s. n. m., que se ubica cerca de la costa Siple, un sector poco definido de la costa del mar de Ross sobre la barrera de hielo Ross en la Antártida Occidental. No debe confundirse con la desaparecida Base Siple en la Tierra de Ellsworth.
La estación se utiliza principalmente como un punto intermedio en las operaciones de logística realizadas para garantizar los abastecimientos desde la Base McMurdo a las estaciones y campamentos estadounidenses ubicados en el interior del continente, tales como la Base Amundsen-Scott del Polo Sur, y el Campamento WAIS Divide. Además, se realizan programas de investigación en la base.
Se compone de estructuras temporales: tiendas de campaña y casas desmontables de madera tipo Jamesway, diseñadas originalmente para los militares. Cuando es mayor el número de personal (por ejemplo: en 1998, había 60 personas allí), algunos investigadores se alojan en tiendas de campaña.
En 1997 se estableció una estación meteorológica automática. De acuerdo con las mediciones de temperatura de la estación meteorológica automática, las temperaturas del verano exceden los 0 °C (récord: 4,1 °C en diciembre de 2002), mientras que en invierno se reduce a valores tan bajo como -59.6 °C (agosto de 2001). La presión atmosférica es consistentemente baja. El viento alcanza una velocidad de 24,9 m/s.
En las investigaciones llevadas a cabo en las inmediaciones sobre glaciología se han obtenido núcleos de hielo con una longitud de 150 y 1003 metros. Para geofísica se utiliza un radar de penetración de hielo.